# Warschauer Reprivatisierungsaffäre

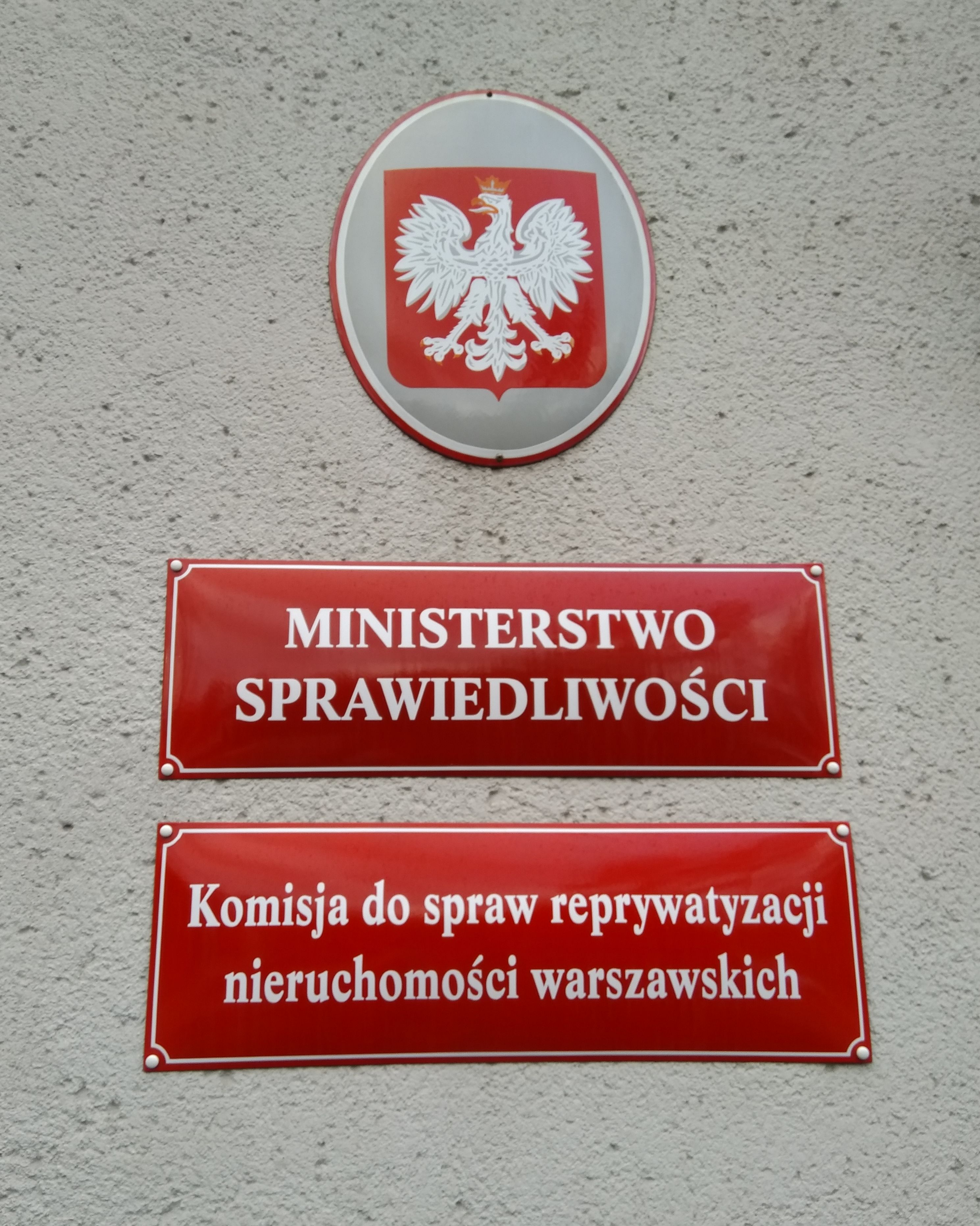
Sitz des Untersuchungsausschusses zur Immobilienaffäre beim polnischen Justizministerium

Die Warschauer Reprivatisierungsaffäre (in deutschsprachiger Presse auch als Restitutions- oder Immobilienskandal bezeichnet, polnisch Afera reprywatyzacyjna) ist ein im Jahr 2016 durch einen Zeitungsartikel aufgedeckter und bis heute (Stand: 2019) in Medien und Politik präsenter Skandal im Rahmen der Privatisierung von Immobilien in Warschau in der Nachwendezeit Polens. Staatsanwaltliche Untersuchungen führten zu Verhaftungen und späteren Verurteilungen, außerdem wurde ein Untersuchungsausschuss eingerichtet. Unter den öffentlich gewordenen Fällen organisierten Betrugs auf Kosten der Allgemeinheit ist die Warschauer Reprivatisierungsaffäre die bekannteste Polens. Sie wurde in der Politik instrumentalisiert und hatte Einfluss auf den Ausgang von Kommunal- und Landeswahlen.

## Verlauf

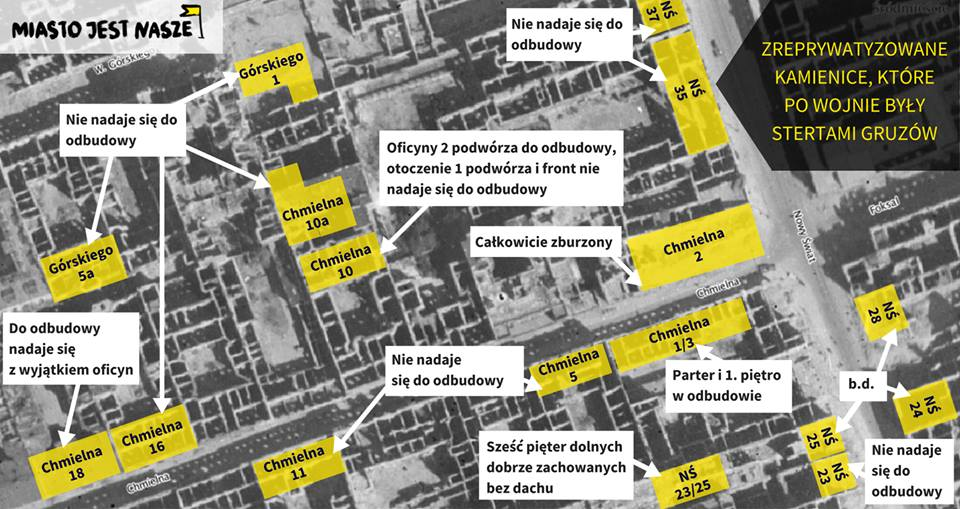
Karte der von 1990 bis 2016 reprivatisierten Immobilien in einem Warschauer Innenstadtbezirk

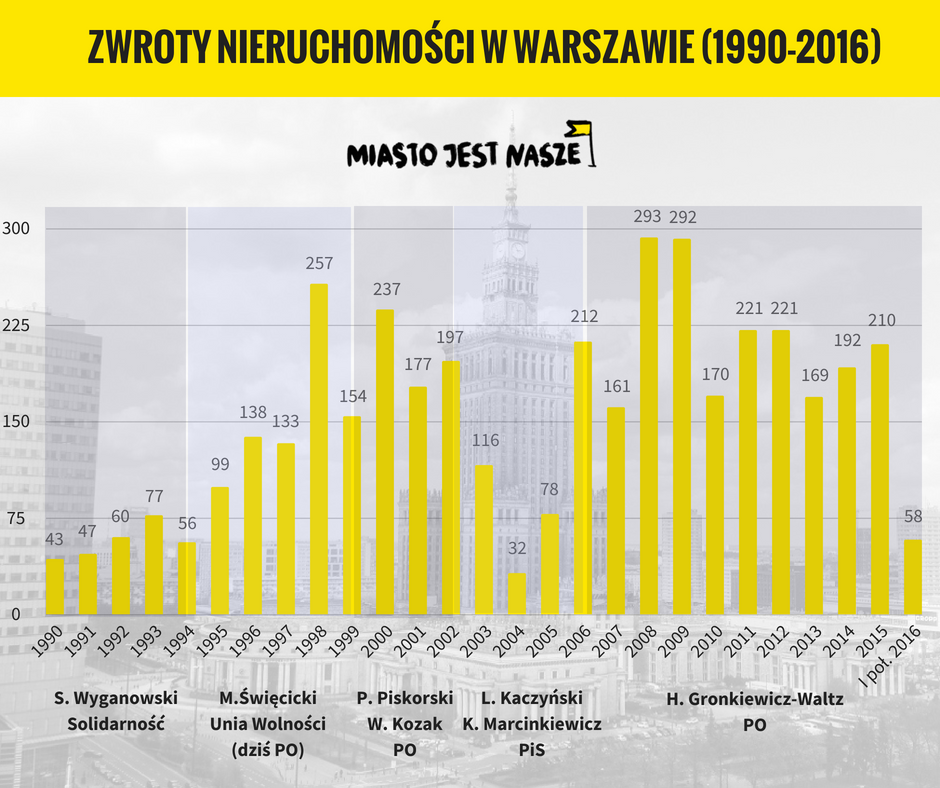
Die Anzahl der reprivatisierten Immobilien in einzelnen Jahren (1990–2016)

Warschau wurde im Zweiten Weltkrieg zu großen Teilen zerstört, rund 85 % der Gebäudesubstanz ging verloren. Um einen schnellen Wiederaufbau zu ermöglichen, hob ein im Oktober 1945 erlassenes Dekret des Staatspräsidenten Bolesław Bierut das Privateigentum an Immobilien und Grundbesitz auf. Die Enteignung betraf rund 14.000 Gebäude bzw. deren Grundstücke. Viele der am Wiederaufbau Beteiligten erhielten Wohnrecht in den von ihnen wiedererrichteten Gebäuden als Gegenleistung für erbrachte Arbeit.

### Reprivatisierung nach der Wende
Seit dem politischen Umbruch 1989 ist die Rückgabe der damals enteigneten Immobilien in Polen ein stark umstrittenes Thema. Das die Warschauer Enteignungen betreffende Bierut-Dekret wurde offiziell nicht aufgehoben. Auch führte Polen als einziges osteuropäisches EU-Mitglied bis zum Jahr 2016 kein Gesetz ein, das die Rückgabe der nach dem Krieg verstaatlichten privaten Immobilien und Grundstücke geregelt hätte. Aufgrund von Sondergesetzen erhielten die Kirchen sowie Gewerkschaften enteignetes Vermögen zurück bzw. wurden entschädigt. Alle anderen Erben mussten die Rückgabe enteigneten Vermögens vor Gericht erstreiten. Diese begannen Anfang der 1990er Jahre, im geringen Umfang solchen Klagen von Alteigentümern stattzugeben und die Kommunen zu Entschädigungen zu verpflichten. Diese Prozesse waren zeit- und kostenintensiv.
Um Rechtssicherheit für Investoren und die Sanierung des Altbaubestandes zu ermöglichen, beschloss die Stadt Warschau deshalb im Jahr 1996 die eigenständige Rückgabe von Immobilien. In der Folge spezialisierten sich Anwaltsbüros und Geschäftsleute auf die Geltendmachung von Ansprüchen Erbberechtigter. Auch im Ausland wurde nach Erben gesucht. Es entstand ein grauer Markt, auf dem die Forderungen gehandelt wurden. Im Februar 2000 wurde nach der neuen Regelung als eines der ersten Gebäude der Blaue Palast im Stadtzentrum reprivatisiert. Doch auch diese (Prüf-)Verfahren zur Rückgabe waren noch kompliziert und langwierig. Im Juni 2008 erließ die Stadt deshalb eine Verordnung, die eine Rückgabe auch im Schnellverfahren ermöglichte.
Angaben zur Anzahl reprivatisierter Immobilien und betroffener Mieter nach der Wende sind widersprüchlich. Nach Informationen des Warschauer Rathauses wurden von 2007 bis zum Jahr 2016 447 Mehrfamilienhäuser mit 4479 Wohnungen zurückübertragen. Bis zu 10.000 Bewohnern könnten Nachteile aus den Privatisierungen zwischen 2007 und 2016 erwachsen sein. Nach anderen Schätzungen wurden rund 17.000 Mieter gezwungen, ihre Wohnungen aufzugeben. Die Tageszeitung Dziennik Gazeta Prawna nannte im Herbst 2016 die Zahl von 40.000 Warschauern, die ihre Wohnungen verloren hätten oder durch unangemessene Mieterhöhungen betroffen seien. Die Bürgerbewegung Miasto Jest Nasze (Die Stadt gehört uns!) bezifferte die Zahl der Betroffenen auf 55.000 Personen – seit dem Jahr 2002. In einer Stellungnahme der Untersuchungskommission im Oktober 2018 wurden 92.000 Warschauer als von der Privatisierung betroffen genannt. Es seien bis zum Jahr 2016 4.159 Entscheidungen zur Rückgabe von Immobilien getroffen worden.
Die meisten Rückgabebescheide betrafen Immobilien in den Warschauer Stadtdistrikten Praga-Południe (31 %), Śródmieście (20 %) und Mokotów (20 %).

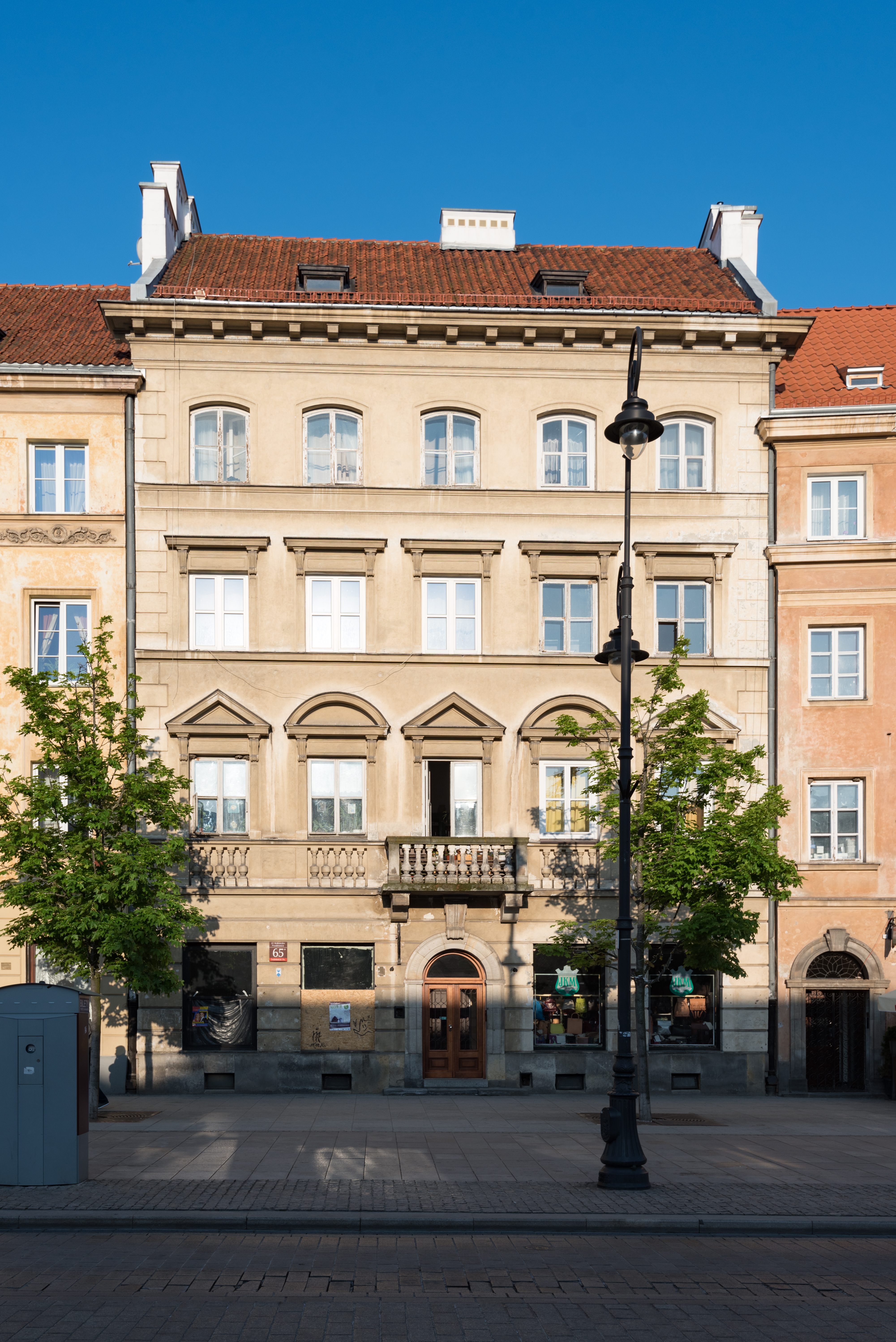
Reprivatisiertes Mehrfamilienhaus in Warschaus Prachtstraße Krakowskie Przedmieście 65

### Wilde Privatisierung
Nach der politischen Wende kam es in Warschau (sowie einigen anderen polnischen Städten) zu rechtswidrigen Übertragungen von Immobilien. Dies war möglich aufgrund des landesweiten rechtlichen Vakuums, Betrug von Forderungshändlern und Antragstellern wie auch der Überforderung oder kriminellen Mitarbeit von Entscheidungsträgern in der Stadtverwaltung. Die bis zum Jahr 2016 geübte ungeregelte Privatisierung wird in Polen als wilde Reprivatisierung (polnisch: Dzika reprywatyzacja) bezeichnet.
Der Missbrauch und Betrug im Rahmen der wilden Privatisierung erreichte in Warschau einen erheblichen Umfang. Neben echten Eigentumsrechten wurden häufig fingierte Ansprüche geltend gemacht und von der zuständigen Rathausbehörde akzeptiert. Dabei gab es verschiedene Vorgehensweisen. Teilweise fanden „Rechtehändler“ tatsächlich Erben, die zur Vermeidung des jahrelangen Verwaltungsweges zur Rückerstattung ihre Ansprüche billig verkauften. Hatten diese Erben bei der Stadtverwaltung nur wenig erreichen können, gelang es den Aufkäufern der Ansprüche dank guter Kontakte schnell, die Rückübertragung zu realisieren. Oft wurden der Stadtverwaltung aber auch gefälschte Dokumente (z. B. Testamente oder Geburtsurkunden) zu solchen Abtretungen vorgelegt. Mitarbeiter im Rathaus akzeptierten diese Unterlagen auch ohne Prüfung oder notwendige notarielle Beglaubigung. Sofern keine Erben von früheren Eigentümern aufzufinden waren, traten sogar 120 Jahre alte Berechtigte mittels angeblich Bevollmächtigten als Anspruchspartei auf. Korrupte Beamte akzeptierten auch solche unglaubwürdigen Anträge. Falls die Erben nicht auffindbar waren, war eine Abtretung der Immobilie an den Suchenden möglich, sofern ein Nachweis vorgelegt wurde, dass trotz entsprechender Bemühungen keine Erben gefunden worden waren. Auch wurden wertlose historische Aktienpapiere früherer Warschauer Unternehmen erworben und diese dann zum Beweis des rechtmäßigen Anspruchs auf damals dem Unternehmen gehörende Immobilien bei der Stadt eingereicht.
Grundbesitz und Immobilien in Warschau im Wert von mehreren Milliarden Euro gelangten so in die Hände Unberechtigter. Häufig wurden Antragstellern darüber hinaus Kompensationen für entgangene Nutzungserlöse gezahlt. Die Hauptgeschädigten waren neben der öffentlichen Hand, die wertvolle Immobilien verlor, vorwiegend die Mieter der Gebäude, deren Mieten erhöht oder denen wegen Umbaus zu Luxuswohnungen kurzfristig gekündigt wurden. Es kam zu Zwangsräumungen. Die Hauseigentümer, die durch „Entmietungs“-Maßnahmen (Drohungen, Abstellen von Strom, Gas oder Wasser, Belästigung durch unsinnige Bauarbeiten, überhöhte Zusatzrechnungen u. Ä.) die ungesetzliche Vertreibung von Mietern realisierten, wurden im Volksmund als Haussäuberer (polnisch: czyściciel kamienic) bezeichnet.
Gemäß einem vom Rathaus bestellten Gutachten (im Jahr 2017) war bei 50 % bis 60 % (Angaben variieren) der 175 untersuchten Eigentumsrückgaben von den zuständigen Abteilungen nicht ordnungsgemäß gearbeitet worden.

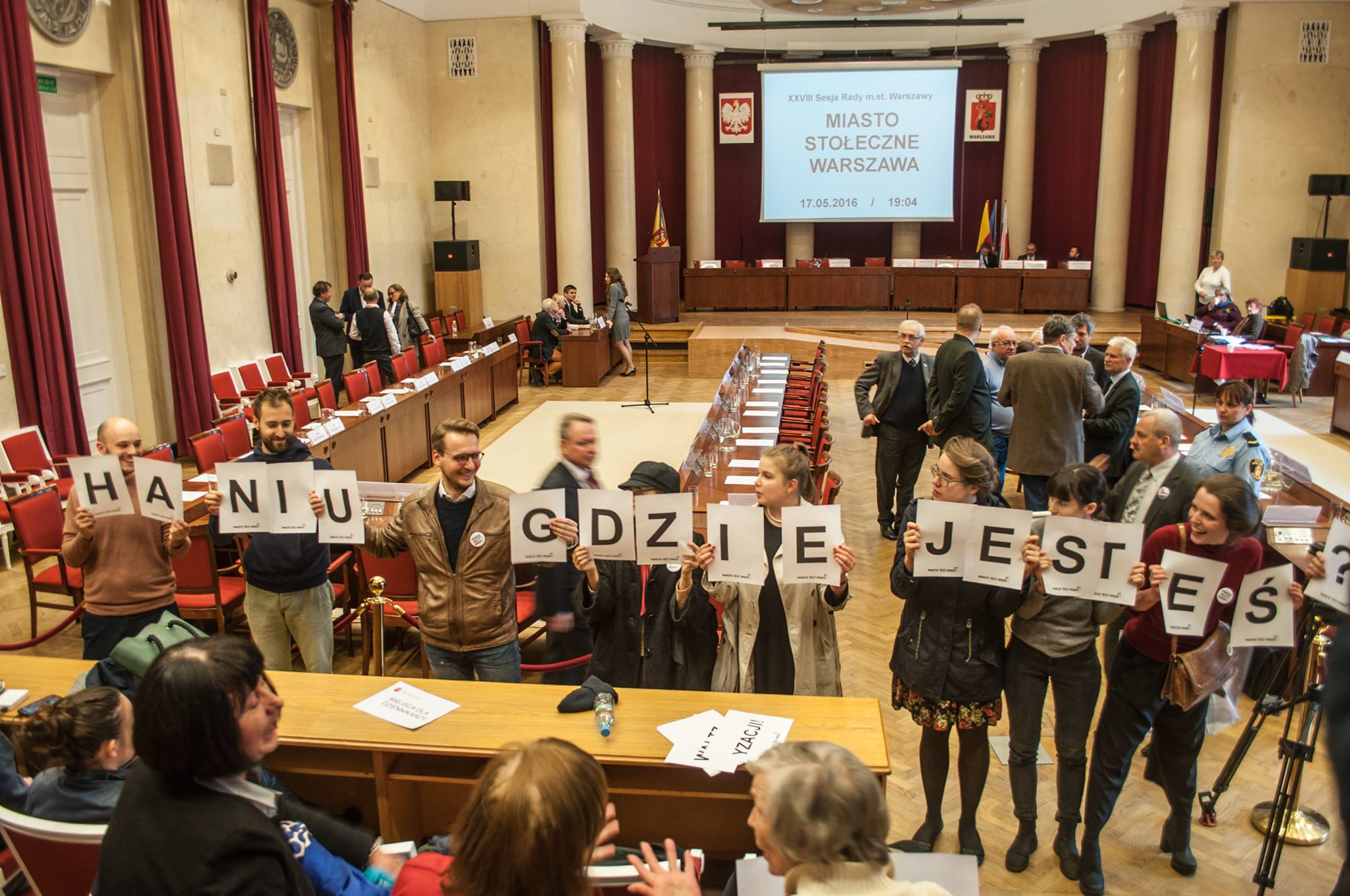
Protestaktion der Organisation Miasto Jest Nasze im Mai 2016: „Haniu, gdzie jesteś?“ („Hanna, wo bist du?“) – Frage nach der nicht anwesenden Stadtpräsidentin Hanna Gronkiewicz-Waltz (Haniu) auf einer Sitzung des Warschauer Stadtrates

### Aufdeckung des Skandals
Auch wenn die Vorgänge um zweifelhafte Privatisierungen von städtischem Immobilieneigentum bereits seit Jahren in betroffenen Kreisen problematisiert wurden, wurde die Dimension der damit verbundenen kriminellen Aktivitäten und ihrer Folgen der breiten Öffentlichkeit polenweit erst durch einen Bericht der Zeitung Gazeta Wyborcza bekannt. In einem nach viermonatiger Recherche am 20. August 2016 veröffentlichten Artikel deckten zwei Warschauer Reporterinnen auf, wie ein im Wert auf 160 Millionen Złoty geschätztes Baugrundstück in der Nachbarschaft des Warschauer Kulturpalastes widerrechtlich privatisiert worden war. Auch dieses Grundstück war 1945 durch Enteignung auf Grundlage der Bierut-Dekrete in städtischen Besitz gekommen. Der Rechtsanwalt Robert Nowaczyk, einer der bekanntesten Anwälte bei Reprivatisierungsansprüchen, hatte für Verwandte und Freunde Ansprüche angeblicher Erben erworben. Die Warschauer Stadtverwaltung hatte diese Ansprüche ohne tiefere Prüfung akzeptiert und das Grundstück im Jahr 2012 an die Antragsteller übertragen. Dabei war der Vorkriegseigentümer, ein dänischer Staatsbürger, bereits nach dem Krieg entschädigt worden. Die Entscheidung zur Rückgabe fällte der stellvertretende Leiter der Grundstücksverwaltungsabteilung im Warschauer Rathaus, Jakub Rudnicki, der damals gemeinsam mit Nowaczyk Eigentümer einer Villa eines früheren Verteidigungsministers in Kościelisko war. In Folgeartikeln wurde enthüllt, dass sich Nowaczyk und andere Anwälte mit Geschäftspartnern und einem Geflecht von Scheinfirmen auf dieselbe Weise über Jahre Dutzende weitere Immobilien gesichert hatten.

### Personelle Konsequenzen und staatsanwaltliche Ermittlungen
Bereits Mitte August 2016 hatte der Parteivorsitzende der Platforma Obywatelska (PO), Grzegorz Schetyna, die Stadtpräsidentin und Parteifreundin Hanna Gronkiewicz-Waltz aufgefordert, umgehend der Bedeutung des Skandals entsprechende Maßnahmen zu ergreifen. Schetyna hatte vorgeschlagen, alle vier Vizepräsidenten der Stadt zu entlassen, was Gronkiewicz-Waltz ablehnte. Ende August entließ sie dann drei Mitarbeiter der Stadtverwaltung, weil diese Reprivatisierungen ohne angemessene Prüfung genehmigt hätten. Einer der drei, der Direktor der städtischen Immobilienabteilung, Marcin Bajko, kündigte daraufhin an, sie wegen Verleumdung zu verklagen. Im September wurden auch ihre beiden Stellvertreter Jarosław Jóźwiak (Reprivatisierung) und Jacek Wojciechowicz (Investitionen) von ihren Aufgaben entbunden.
Mitte Oktober 2016 kündigte Justizminister Zbigniew Ziobro (Prawo i Sprawiedliwość – PiS) die Einrichtung eines Untersuchungsausschusses an, der sämtliche Warschauer Reprivatisierungen überprüfen werde. Als Ergebnis von Ermittlungen verschiedener Staatsanwaltschaften (u. a. in Breslau und Krakau) sowie des Zentralen Antikorruptionsbüros wurden 21 Personen im Zusammenhang mit strittigen Rückgaben bis Oktober 2017 festgenommen. Darunter befand sich der frühere stellvertretende Leiter des Immobilienabteilung, Jakub Rudnicki, der bereits im Jahr 2012 aus dem Rathausdienst ausgeschieden war. Den Verhafteten wurde Bestechung bzw. Annahme von Bestechungsgeldern, Dokumentenfälschung und Verletzung von Amtspflichten vorgeworfen. Weitere Verhaftungen fanden 2018 und 2019 statt. Ab März 2018 begannen Gerichtsverfahren, die zu Verurteilungen (Geld- und Gefängnisstrafen) führten.

### Untersuchungskommission
Im März 2017 erließ die polnische Regierung ein Gesetz zur Bildung einer Untersuchungskommission (Kommission für die Reprivatisierung von Warschauer Immobilien, polnisch: Komisja do spraw reprywatyzacji nieruchomości warszawskich). Die Kommission ist dem polnischen Justizministerium zugeordnet. Als Vorsitzender wurde Vize-Justizminister Patryk Jaki ernannt, weshalb die Kommission im Volksmund auch als Jaki-Kommission (polnisch: Komisja Jakiego) bezeichnet wird; er nahm seine Arbeit im Mai auf. Der Ausschuss hat die Rechtmäßigkeit der Reprivatisierungsentscheidungen zu überprüfen, er kann Rückgabeentscheidungen aufheben und den Einzug von widerrechtlich erlangten Liegenschaften durch die Stadt anordnen. Ebenso kann er gegen rechtswidrig Begünstigte Strafen in Höhe des erlangten Vorteils aussprechen. Es wurde kritisiert, dass der Umfang der Rechte, die der Kommission übertragen wurden (Anklageerhebung, Urteil, Erlass eines Verwaltungsaktes), dem Prinzip der Gewaltenteilung widerspräche.
Die Kommission hat seit ihrer Einsetzung diverse Betrugsfälle aufgedeckt. Befragungen und Ergebnisse werden regelmäßig im staatlichen polnischen Fernsehen ausgestrahlt. Die Warschauer Präsidentin folgte mehrfachen Vorladungen der Kommission nicht, woraufhin Geldstrafen ausgesprochen wurden.
Im Oktober 2018 veröffentlichte die Kommission einen Bericht, nach dem bis dahin rund dreitausend Reprivatisierungen überprüft worden waren. Durch gesetzwidrige Rückgaben sei der Stadt ein Schaden von rund 12 Milliarden Złoty entstanden. Seit Juni 2019 leitet der Staatssekretär im Justizministerium, Sebastian Kaleta, die Kommission.

### Folgen
Der Skandal um die nicht rechtmäßigen Privatisierungen und die zögerliche Reaktion durch die Warschauer Präsidentin nach dessen Bekanntwerden schwächte die Opposition landesweit. Auch wenn sich die Platforma Obywatelska von Gronkiewicz-Waltz distanzierte, überschatteten die aufgedeckten Vorgänge den Wahlkampf der PO zu den Kommunalwahlen 2018. Die PiS thematisierte den Skandal im Wahlkampf, unterstützt durch die häufige Berichterstattung zur Arbeit der Untersuchungskommission in den staatlichen Medien. Dort wurden monatelang emotionale Reportagen zu betroffenen Alteigentümern und vertriebenen Mietern gesendet. Auch wenn die „wilde Privatisierung“ in der Regierungszeit von Hanna Gronkiewicz-Waltz aufblühte, kam es bereits unter ihren Vorgängern zu teils zweifelhaften Privatisierungsentscheidungen, so auch in der Zeit, in der Lech Kaczynski (PiS) Stadtpräsident von Warschau war (2002–2005). Auch behauptete der mehrfach von der Jaki-Kommission vernommene Anwalt Nowaczyk im Januar 2019, er sei an der Bereinigung jüdischer Eigentumsforderungen an einer Immobilie beteiligt gewesen, die Teil eines Neubauprojektes (K-Towers) eines mit der Lech-Kaczyński-Stiftung verbundenen Unternehmens gewesen sei.
Gronkiewicz-Waltz selbst verzichtete auf eine erneute Kandidatur in Warschau; der PO-Kandidat Rafał Trzaskowski gewann die Wahl in der als PO-Hochburg geltenden Hauptstadt. Auch die Rückgängigmachung von Immobilienübertragungen durch die Untersuchungskommission führte zu einer wachsenden Zustimmung zur PiS. Ebenso war der für die PiS positive Ausgang der Parlamentswahl in Polen 2019 von dem Skandal beeinflusst.
Die Regierung (PiS) schuf mit den im September 2016 durch der Unterzeichnung durch Staatspräsident Andrzej Duda in Kraft getretenen Änderungen des Immobilienverwaltungsgesetzes und des Familien- und Vormundschaftsgesetzes Regelungen zur Vermeidung von Auswüchsen bei Reprivatisierung bzw. der Entschädigung bei Enteignungen. Die Gesetzesänderung wird als „kleines Reprivatierungsgesetz“ bezeichnet. Mittels dieses Gesetzes kann die Stadt Warschau die Rückübertragung von Immobilien, die der öffentlichen Nutzung dienen (wie Ausbildungsstätten oder Parks), verweigern. Ebenso wurde der Handel von Rechtsansprüchen erschwert und ein Vorkaufsrecht der Stadt eingeführt. Das Gesetz klärt aber nicht Fragen des Mieterschutzes bei Rückgabe und wird von verschiedenen Interessensgruppen als zu restriktiv kritisiert.
Nach Ansicht des Publizisten Roman Kurkiewicz war es ein Fehler früherer Regierungen, nicht durch den Beschluss eines Privatisierungsgesetzes die Auswüchse der Reprivatisierung von Immobilien in Warschau und anderen Städten korrigiert zu haben:

„Wer weiterhin glaubt, es war unumgänglich, dass einige zehntausend Einwohner Warschaus im Namen der Philosophie von der Reprivatisierung aus ihren Häusern und Wohnungen geworfen wurden, wird niemals verstehen, warum die PiS an die Macht kam und – noch wichtiger – an der Macht bleibt“

Die Journalistinnen der Zeitung Gazeta Wyborcza, die den Skandal auslösten, wurden mit einem bedeutenden polnischen Journalismus-Preis (Nagród Grand Press 2016) in der Kategorie „Investigativer Journalismus“ ausgezeichnet.

## Hanna Gronkiewicz-Waltz

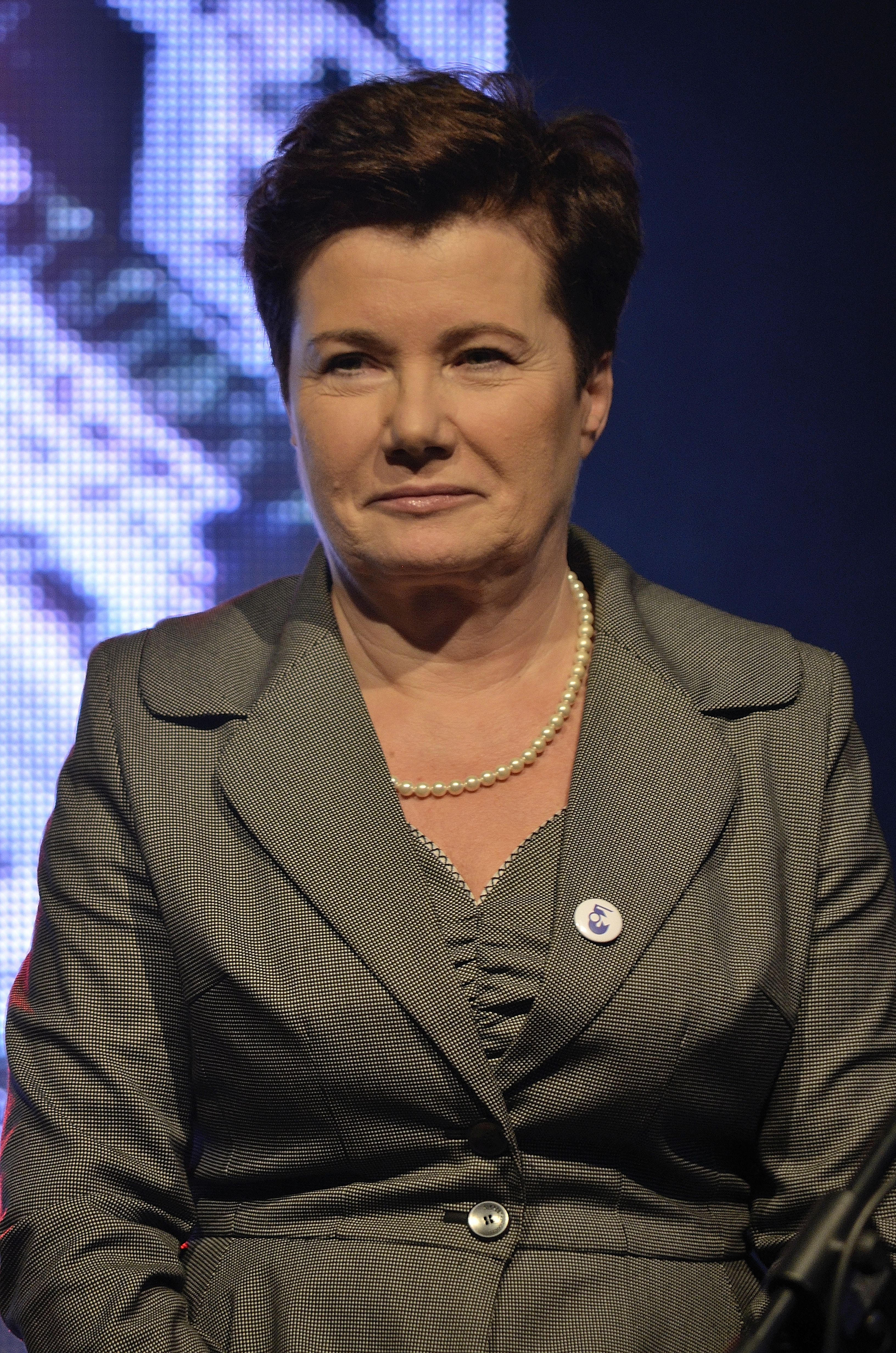
Die langjährige Warschauer Stadtpräsidentin Hanna Gronkiewicz-Waltz, 2015

Von 2006 bis 2018 war Hanna Gronkiewicz-Waltz Stadtpräsidentin von Warschau. Die Politikerin gehört der Partei Platforma Obywatelska an. Bis zu dem Bekanntwerden des Reprivatisierungsskandals war sie beliebt und galt als erfolgreiche Oberbürgermeisterin.
In ihrer Amtszeit kam es zu den meisten strittigen Reprivatisierungen – für die sie von vielen Medien und der Öffentlichkeit verantwortlich gemacht wurde. Eine direkte Beteiligung an den fraglichen Entscheidungen des Rathauses oder eine persönliche Bereicherung an der geübten Praxis konnten ihr nicht nachgewiesen werden. Der Bürgermeisterin wurde aber vorgeworfen, die Privatisierungspraxis ihrer Mitarbeiter trotz vieler Hinweise auf Zweifel an der Rechtmäßigkeit der Entscheidungen nicht hinterfragt zu haben. Erst nach der Veröffentlichung des Artikels in der Gazeta Wyborcza entließ sie Mitarbeiter; zu dem Zeitpunkt trat sie auch vom Vorsitz der Platforma Obywatelska in Warschau zurück, um sich nach eigener Aussage stärker der Reprivatisierungs-Thematik widmen zu können. Ihre wiederholten Weigerungen, vor der entsprechenden Untersuchungskommission auszusagen, sowie öffentliche Äußerungen bremsten die Aufklärung des Rückgabeskandals aber.
Der Untersuchungsausschuss warf Gronkiewicz-Waltz vor, Hauptschuldige an der gesetzeswidrigen Reprivatisierungspraxis zu sein. Erst nach langem Herunterspielen der Problematik räumte sie ein, dass es im Rathaus eine Gruppe korrupter Mitarbeiter gab, die verschiedenen Geschäftsleuten wertvolle Immobilien zugeschanzt habe. Sie gab an, dass diese Gruppe jahrelang hinter ihrem Rücken tätig gewesen sei. Als Ursache des Problems führte sie das Fehlen eines Gesetzes zur Lösung von Eigentumsproblemen an. Im Oktober 2017 erklärte sie:

„Da war eine Gruppe von Verbrechern am Werk. Sie hat weit über die Angestellten der Stadtverwaltung hinaus gereicht, die ich inzwischen entlassen habe. Richter und auch Anwälte waren da beteiligt. Die Staatsanwaltschaft muss feststellen, wie weit die Verbindungen dieser Gruppe gereicht haben.“

Zusätzlich zu ihrem zögerlichen Reagieren in der Affäre belastete sie das Bekanntwerden der Rückgabe eines Gebäudes an die Familie ihres Ehemanns. Das Objekt hatte bis zum Krieg einer jüdischen Familie gehört. Diese Reprivatisierung wurde in Folge für rechtswidrig erklärt; der Ehemann und die Tochter der Stadtpräsidentin mussten im Jahr 2017 aus dem Verkauf des Objektes erzielte Gewinne an die Stadtkasse zurückerstatten.

## Jolanta Brzeska

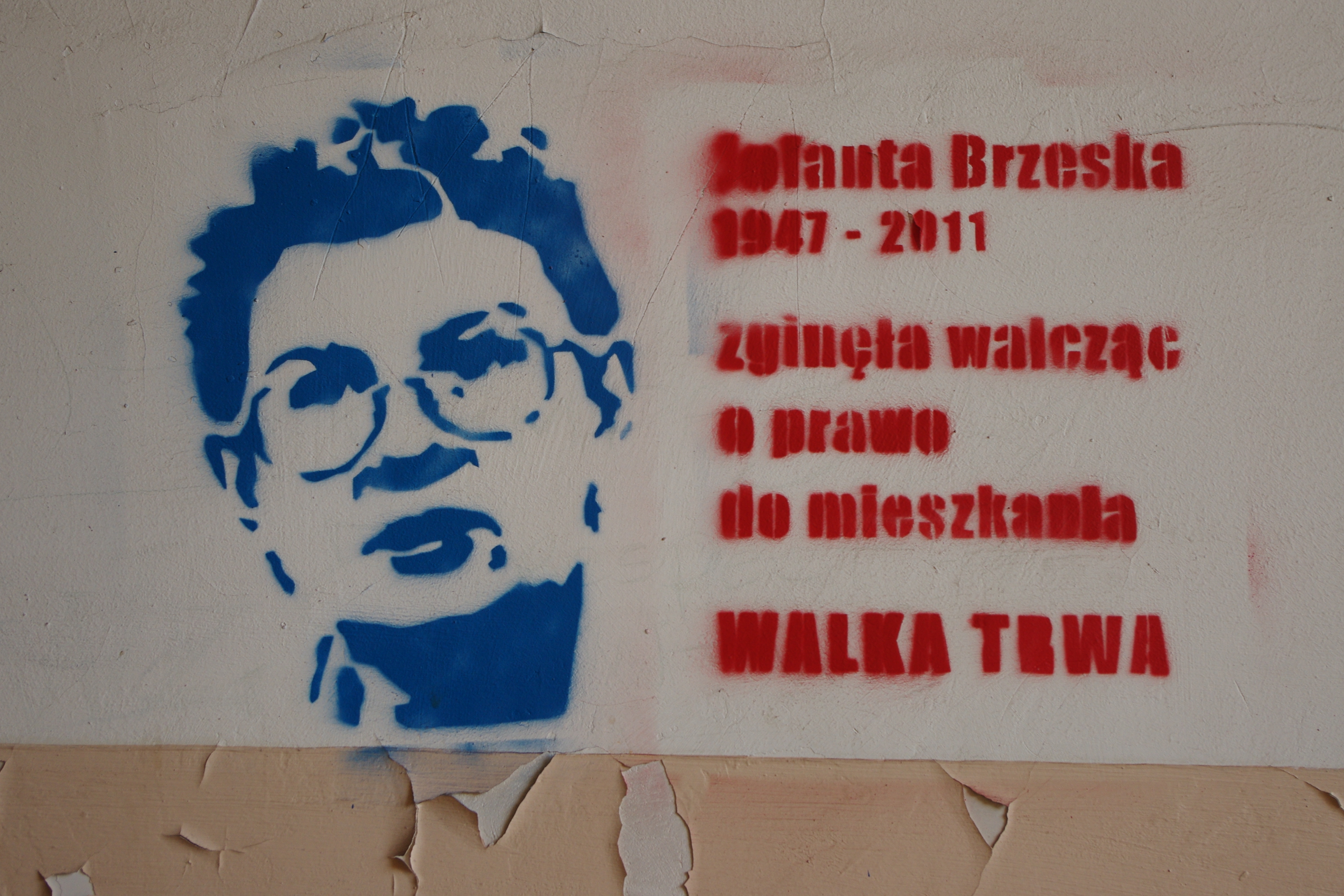
Jolanta-Brzeska-Gedenkgraffiti

Teil des Reprivatisierungsskandals ist der ungeklärte Mord an der 64-jährigen Jolanta Brzeska. Der Vorfall führte zu Spekulationen über die Beteiligung des organisierten Verbrechens bei der Reprivatisierung. Die Warschauerin war im Jahr 2006 Betroffene eines Rückübertragungsfalles. Das Mietshaus, in dem sie seit ihrer Kindheit gelebt hatte, wurde von der Stadt an einen bekannten Aufkäufer von Eigentumsansprüchen, Marek Mossakowski, abgegeben. Infolgedessen kam es zu unverhältnismäßigen Mieterhöhungen und Repressalien, um die Mieter zum Auszug zu bewegen. Anders als ihre Mitbewohner blieb Brzeska in ihrer Wohnung und widersetzte sich; aufgrund ihres Behindertenstatus war eine Zwangsräumung erschwert. Brzeska begann auch, sich für andere Geschädigte einzusetzen und wurde Aktivistin in der von ihr im Jahr 2007 mitgegründeten Mieterschutzinitiative (Warszawskie Stowarzyszenie Lokatorów). Damit machte sie sich Feinde.
Im März 2011 verschwand sie überraschend, kurz darauf wurde sie tot in einem Waldstück bei Warschau (Kulturpark in Powsin) aufgefunden. Eine Autopsie ergab, dass sie lebendig mit Hilfe von Benzin verbrannt worden war, was zu einem thermischen Schock geführt hatte. Der Mord wurde nicht aufgeklärt. Die Staatsanwaltschaft ging zunächst von einem Selbstmord aus, später wurde wegen fahrlässiger Tötung und schließlich wegen Mordes ermittelt. Im April 2013 wurden die Untersuchungen ergebnislos eingestellt. Den ermittelnden Behörden wurden von Angehörigen und Medien Fehler und Verschleppung vorgeworfen.
Im August 2016 kündigte der Justizminister und Generalstaatsanwalt der nun regierenden PiS, Zbigniew Ziobro, die Wiederaufnahme der Ermittlungen zum Mord an Brzeska an. Er übergab den Fall an eine Staatsanwaltschaft außerhalb Warschaus (Danzig). Parallel leitete er gegen die bei den Erstuntersuchungen beteiligten Warschauer Staatsanwälte ein Verfahren ein. Ihnen wurde vorgeworfen, es versäumt zu haben, den Fall mit der notwendigen Sorgfalt aufzuklären.
Der tragische Tod von Jolanta Brzeska machte sie zu einer Ikone der Mieterbewegung und einem herausragenden Beispiel für kriminelle Machenschaften in der Zeit der wilden Privatisierung Warschaus.